# Kollektaneenbuch

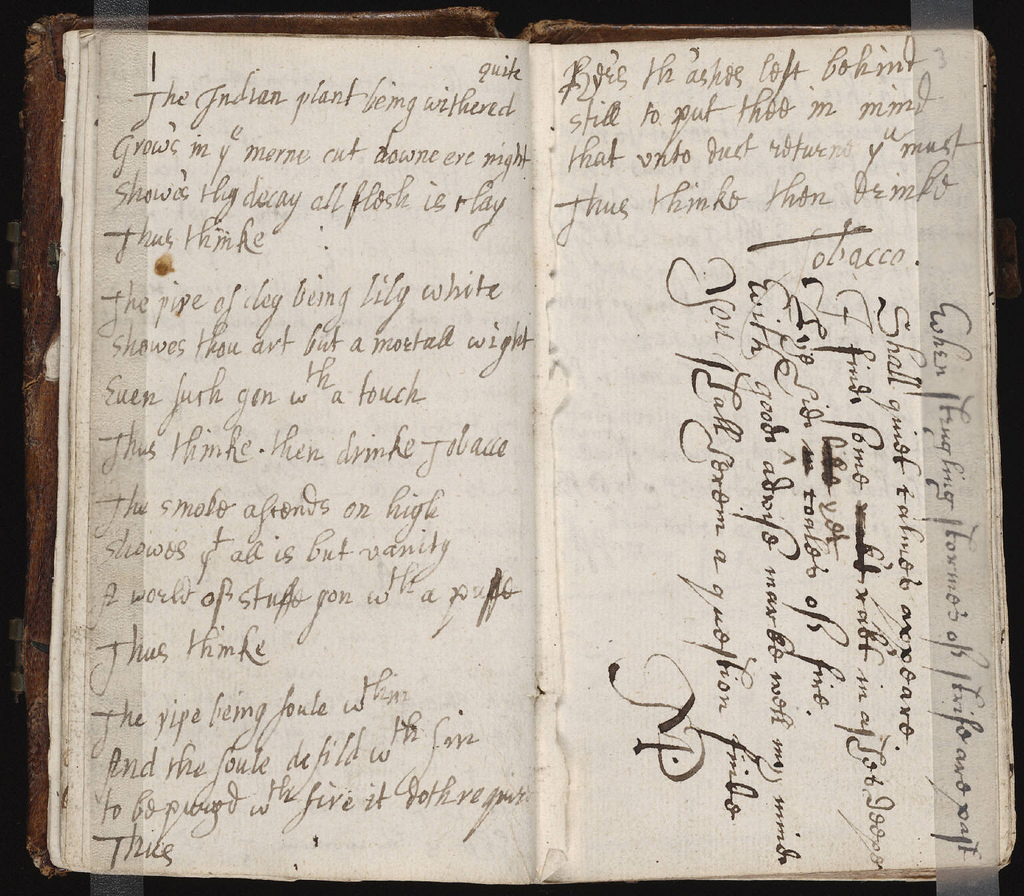
Ein Kollektaneenbuch aus der Mitte des 17. Jahrhunderts

Ein Kollektaneenbuch (auch Kollektanee) ist eine historische Bezeichnung für ein Notizbuch, also eine individuelle handschriftliche Zusammenstellung von Informationen in einem Buch. Kollektaneen sind aus der Antike überliefert und wurden vor allem in der Renaissance und im 19. Jahrhundert bewahrt. Sie waren mit unterschiedlichen Elementen gefüllt: Rezepte, Zitate, Briefe, Gedichte, Gewichts- und Maßtabellen, Redewendungen, Gebete und Rechtsformulierungen.
Kollektaneen wurden vor allem von Lesern, Autoren, Studenten und Gelehrten als Hilfsmittel genutzt, um sich an nützliche Konzepte und Fakten zu erinnern. Jedes Buch ist durch die besonderen Interessen seines Schöpfers einzigartig, allerdings findet man in ihnen nahezu immer Passagen aus anderen Texten, teilweise begleitet von Reaktionen bzw. Anmerkungen. Sie gewannen in der Frühen Neuzeit an Bedeutung.
Der englische Begriff „commonplace“ ist eine Übersetzung des lateinischen Begriffs locus communis (aus dem Griechischen tópos koinós, siehe Topos), dem das deutsche Gemeinplatz entspricht, etwa als allgemein bekannte Aussage einer sprichwörtlichen Weisheit. In diesem Sinne können Kollektaneenbücher Sammlungen von Sprichwörtern sein, wie das Beispiel von John Milton. Für Wissenschaftler heutzutage beinhalten sie Manuskripte, in welchen eine Person Materialien sammelt, die ein bestimmtes Thema wie Ethik oder verschiedene Themen in einem Band untersuchen. Kollektaneen sind private Sammlungen von Informationen, allerdings keine Tagebücher oder Reiseberichte.
1685 schrieb der englische Aufklärungsphilosoph John Locke auf Französisch eine Abhandlung über Kollektaneen, welche 1706 ins Englische unter dem Titel A New Method of Making Common-Place-Books übersetzt wurde. Er beschrieb darin Techniken zur Erfassung von Sprichwörtern, Zitaten, Ideen und Reden. Darüber hinaus gab er konkrete Hinweise, wie man Materialien nach Thema und Kategorie anordnen kann, indem man Schlüsselthemen wie Liebe, Politik oder Religion nutzt. Man muss betonen, dass Kollektaneen keine chronologischen und introspektiven Tagebücher sind.
Im 18. Jahrhundert wurden sie zu einem Mittel zum Informationsmanagement, in dem man Zitate, Beobachtungen und Definitionen notierte. Sie wurden in privaten Haushalten verwendet, um ethische oder informative Texte zu sammeln, teilweise neben Rezepten oder medizinischen Rezepturen. Für Frauen, die von einer formalen Hochschulbildung ausgeschlossen waren, konnte ein Kollektaneenbuch eine Quelle für intellektuelle Referenzen sein. Die Edeldame Elizabeth Lyttelton führte eins von den 1670ern bis 1713 und ein klassisches Beispiel, welches Überschriften wie Ethical Fragments (deutsch: ethische Fragmente), Theological (deutsch: Theologie) und Literature and Art (deutsch: Literatur und Kunst) beinhaltete, wurde von Anna Jameson 1855 veröffentlicht. Kollektaneen wurden von Forschern und anderen Denkern so wie heutzutage Datenbanken benutzt: Carl Linnaeus, zum Beispiel, nutzte diese Techniken, um die Nomenklatur seines Systema Naturae zu schaffen und zu organisieren (welches die Basis für Systeme bildet, die von Forschern heute genutzt werden). Ein Kollektaneenbuch war oft eine lebenslange Gewohnheit: beispielsweise führte die englisch-australische Künstlerin Georgina McCrae eins von 1828 bis 1865.

## Geschichte

### Frühe Beispiele
Vorläufer der Kollektaneen waren die Aufzeichnungen von römischen und griechischen Philosophen über ihre Gedanken und täglichen Meditationen. Oft waren auch Zitate von anderen Denkern enthalten. Die Praktik, ein solches Buch zu führen wurde besonders von Stoikern wie Seneca und Marcus Aurelius, dessen eigene Arbeit Meditations ursprünglich eine private Aufzeichnung von Gedanken und Zitaten war, empfohlen. Das Kopfkissenbuch von Sei Shonagon, eine Hofdame aus Japan des 10. und 11. Jahrhunderts ist ebenfalls ein privates Buch mit Anekdoten und Gedichten, alltäglichen Gedanken und Listen. Allerdings beinhaltet keines dieser Werke die Bandbreite an Quellen, die normalerweise mit Kollektaneen verbunden sind. Eine Reihe von Gelehrten der Renaissance führten etwas, das Kollektaneen ähnelte – zum Beispiel Leonardo da Vinci, der seine Notiz- und Skizzenbücher meist wie Kollektaneenbücher strukturierte: "A collection without order, drawn from many papers, which I have copied here, hoping to arrange them later each in its place, according to the subjects of which they treat", deutsch: Eine Sammlung ohne Reihenfolge, gezogen aus vielen Arbeiten, die ich hier kopiert habe, in der Hoffnung, sie später an die Stelle zu sortieren, an die sie gemäß ihrer Thematik gehören.

### Zibaldone
Im Laufe des 15. Jahrhunderts war die Italienische Halbinsel Schauplatz der Entwicklung zweier neuen Formen der Buchproduktion: dem luxuriösen Registerbuch und dem Zibaldone. Was diese beiden unterschied, war ihre Kompositionssprache: eine Mundart. Giovanni Rucellai, der Verfasser eines der anspruchsvollsten Beispiele des Genres, beschrieb es als "salad of many herbs" (deutsch: Salat vieler Kräuter).
Zibaldoni waren immer Papierkodizes im kleinen oder mittleren Format – niemals die großen Schreibtischkopien des Registerbuchs oder anderer Schaubücher. Es fehlte ihnen außerdem das Innenfutter und die umfangreiche Verzierung anderer Luxuskopien. Anstelle von Miniaturen verwendete ein Zibaldone oft die Skizzen des Autors. Es enthielt kursive Schriften und was der Paläograf Armando Petrucci als eine erstaunliche Vielfalt von poetischen und prosaischen Texten beschrieb. Andachtende, technische, dokumentarische und literarische Texte erschienen Seite-an-Seite in keiner erkennbaren Reihenfolge. Die Gegenüberstellung von Steuern, Wechselkursen, medizinischen Mitteln, Rezepten und Lieblingszitaten zeigt eine sich entwickelnde weltliche, literarische Kultur. Die mit Abstand populärste literarische Auswahl waren die Arbeiten von Dante Alighieri, Francesco Petrarca und Giovanni Boccaccio: die „Drei Kronen“ der florentinischen Volkstradition. Diese Sammlungen wurden von modernen Gelehrten als eine Interpretationsquelle genutzt, wie Händler und Handwerker in der florentinischen Renaissance mit der Literatur und den bildenden Künsten interagierten.
Das bekannteste Zibaldone ist Giacomo Leopardis Zibaldone di pensieri aus dem 19. Jahrhundert.

### Englisch
Im 17. Jahrhundert waren Kollektaneen zu einer anerkannten Praktik geworden, die den Studenten in Einrichtungen wie der Oxford-Universität offiziell beigebracht wurde. John Locke fügte sein Indizierungsschema für Kollektaneenbücher zu einem Exemplar seiner Abhandlung An Essay Concerning Human Understanding bei. Die Kollektaneen-Tradition, in der Francis Bacon und John Milton unterrichtet wurden, hatte ihren Ursprung in der Pädagogik der klassischen Rhetorik und „commonplacing“ bleibt bis ins frühe 20. Jahrhundert als eine populäre Studientechnik bestehen. Kollektaneen wurden von vielen Schlüsseldenkern der Aufklärung, beispielsweise Autoren wie der Philosoph und Theologe William Paley zum Schreiben von Büchern, genutzt.  Sowohl Ralph Waldo Emerson als auch Henry David Thoreau wurde an der Harvard University beigebracht, ein Kollektaneenbuch zu führen (ihre Bücher sind in publizierter Form erhalten geblieben).
Dennoch war es auch eine häusliche und private Praktik, die für Autoren besonders reizvoll war. Manche, wie Samuel Taylor Coleridge, Mark Twain und Virginia Woolf führten chaotische Lesenotizen, die mit anderen ganz unterschiedlichen Materialien vermischt waren; andere, wie Thomas Hardy, verfolgten eine mehr formale Methode von Lesenotizen, die der ursprünglichen Praktik der Renaissance mehr entsprach. Die ältere, "clearinghouse"-Funktion des Kollektaneenbuches, nützliche und sogar "vorbildliche" Ideen und Ausdrücke zusammenzufassen und zu zentralisieren wurde über die Zeit weniger verbreitet.

### Manuskriptbeispiele
- Zibaldone da Canal (New Haven, CT, Beinecke Rare Book & Manuscript Library, MS 327)
- Robert Reynes of Acle, Norfolk (Oxford, Bodleian Library, MS Tanner 407).
- Richard Hill, a London grocer (Oxford, Balliol College, MS 354).
- Glastonbury Miscellany. (Trinity College, Cambridge, MS 0.9.38). Ursprünglich als Geschäftsbuch konzipiert.
- Jean Miélot, burgundischer Übersetzer und Autor des 15. Jahrhunderts. Sein Buch befindet sich in der französischen Nationalbibliothek und die Hauptquelle für seine Verse, viele geschrieben für Gerichtsanlässe.
- Adelaide Horatio Seymour Spencer,  eine Hofdame des 19. Jahrhunderts. Befindet sich in der Franklin Library, University of Pennsylvania.[14]
- Virginia Woolf, Schriftstellerin des 20. Jahrhunderts. Einige ihrer Notizbücher befinden sich im Smith College, Massachusetts.[15]

## Veröffentlichte Beispiele
- Francis Bacon, "The Promus of Formularies and Elegancies", Longman, Greens and Company, London, 1883. Bacons Promus war eine grobe Auflistung von eleganten und nützlichen Phrasen, die aus Lektüren und Konversationen zusammengetragen wurden, die Bacon als eine Quelle zum Schreiben nutzte und wahrscheinlich auch als ein Merkbuch für die mündliche Praxis in öffentlichen Reden.
- John Milton, "Milton’s Commonplace Book," in John Milton:  Complete Prose Works, gen. ed. Don M. Wolfe (New Haven: Yale University Press, 1953).  Milton führte wissenschaftliche Notizen von seinen Lektüren, einschließlich Seitenzahlen, um diese beim Schreiben seiner Traktate und Gedichte zu verwenden.
- The Commonplace Book of Elizabeth Lyttelton (Cambridge University Press, 1919)
- Mrs Anna Anderson, A Common Place Book of Thoughts, Memories and Fancies (Longman, Brown, Green and Longman,1855)
- E.M. Forster, "Commonplace Book," ed. Philip Gardner (Stanford: Stanford University Press, 1985).
- W.H. Auden, A Certain World (New York: The Viking Press, 1970).
- H.P. Lovecraft:  Commonplace Book In: H.P. Lovecraft's Commonplace Book, Wired, 4. Juli 2011. Abgerufen am 5. Juli 2011 (englisch).  Übersetzt durch Bruce Sterling.
- Robert Burns, "Robert Burns's Commonplace Book. 1783–1785." James Cameron Ewing and Davidson Cook. Glasgow : Gowans and Gray Ltd., 1938.

## Literarische Bezüge
- In der Kinderbuchserie Eine Reihe betrüblicher Ereignisse von Lemony Snicket aka Daniel Handler führen eine Vielzahl von Charakteren inklusive Klaus Baudelaire und den Quagmire-Drillingen ein Kollektaneenbuch.
- In Michael Ondaatjes Der englische Patient nutzt Graf Almásy seine Ausgabe des ersten Bandes der Historien des Herodot als Kollektaneenbuch.
- In Arthur Conan Doyles Sherlock-Holmes-Geschichten führt Holmes zahlreiche Kollektaneen, welche er gelegentlich bei seinen Recherchen nutzt. In der Geschichte "Die verschleierte Mieterin" untersucht er Zeitungsartikel von einem alten Mord in einem Kollektaneenbuch.